# Chiesa di San Francesco di Paola (Caserta)
La chiesa di San Francesco di Paola è una chiesa di Caserta.

## Storia e descrizione
La chiesa di San Francesco di Paola si trova nelle vicinanze della reggia di Caserta (precisamente nell'omonima via, al confine con Casagiove) ed è ritenuta a ragione il luogo di sepoltura dell'architetto Luigi Vanvitelli, progettista della famosa Reggia di Caserta. La chiesa e il convento furono fondati nel 1606 da parte dei Padri dell'ordine dei Minimi, grazie alla generosità del principe Andrea Matteo Acquaviva che concesse terreni e rendite. L'importanza del convento accrebbe in occasione della visita di Papa Benedetto XIII nell'anno 1729, quando il Pontefice soggiornò in quel luogo per due giorni. L'altro episodio che conferì notorietà al luogo in questione fu la sepoltura dell'insigne architetto nel 1773, ma solo nel 1879, grazie all'iniziativa del Presidente del Collegio degli Ingegneri, fu apposta una lapide che ricordasse l'evento. Dal 1813 al 1816 i locali del convento furono utilizzati come sede di Gendarmeria, nel 1821 Ferdinando I decise di utilizzarlo come ospedale per gli abitanti della vicina colonia di San Leucio, nel 1830 però il Re cedette completamente l'ospedale ai gendarmi. Nel 1835 quel luogo divenne sede dei Lancieri e di una fabbrica di scialli di lana, questa destinazione fu mantenuta sino al 1840. In quell'anno ci fu un nuovo ed ultimo riutilizzo, come Ospedale militare per conto del Ramo di Guerra.
Il 29 febbraio 2024 il presidente della Repubblica, accompagnato dall'arcivescovo Pietro Lagnese, ha visitato la cripta della chiesa.